# صهريج السواني

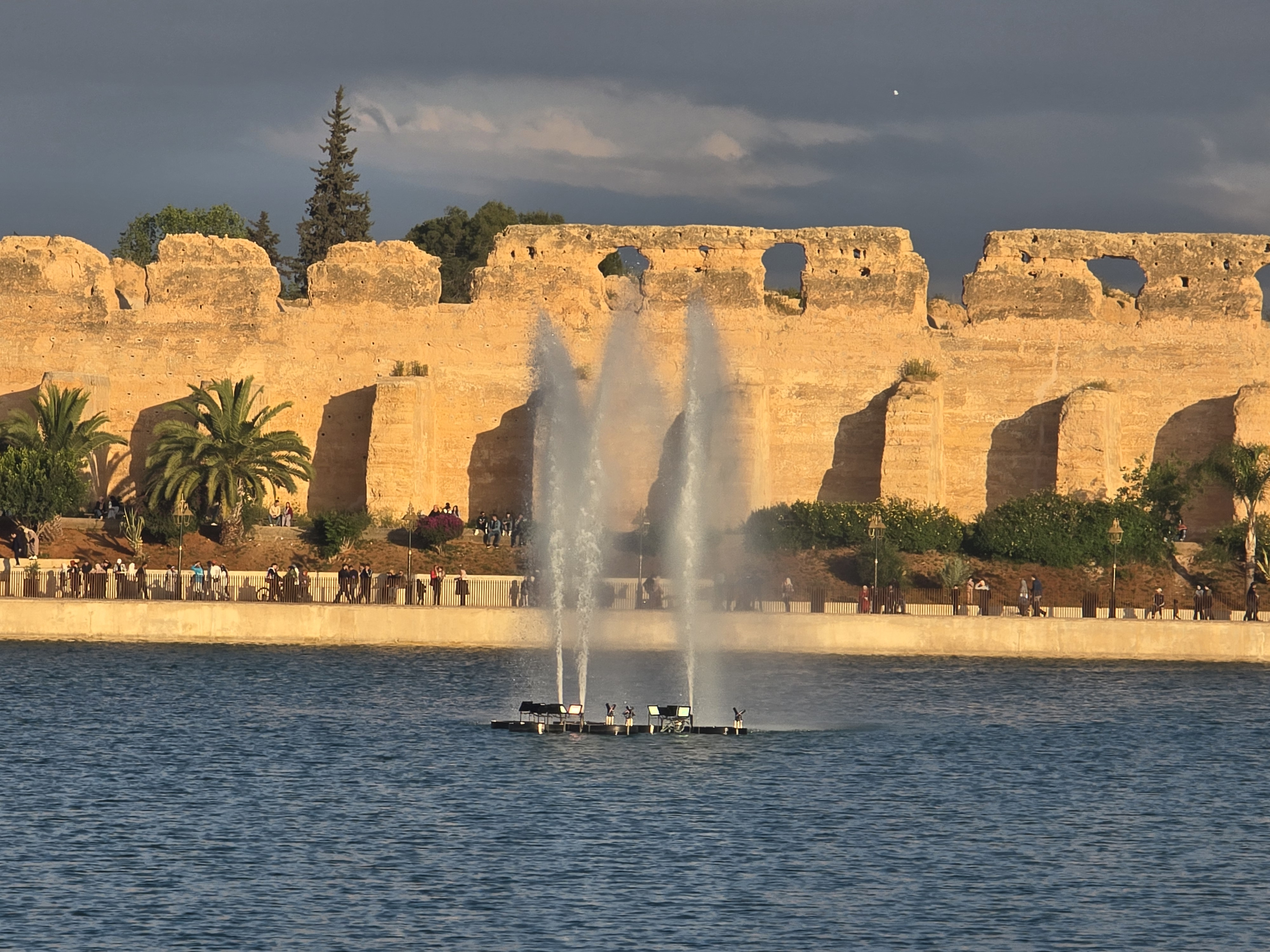
نافورات اصطناعية بصهريج السواني

صهريج السواني أو ما يطلق عليه اسم «صهريج أكدال» الموجود في مدينة مكناس أو العاصمة الإسماعلية
وهو خزان مياه ضخم على شكل بركة،يعود تاريخه إلى الفترة الإسماعيلية (أواخر القرن السابع عشر)،ويقع في المدينة التاريخية،شمال غرب مخازن الحبوب.وهو معلمة هيدروليكية تبلغ مساحتها 149 على 319 متر وبعمق يصل إلى حوالي 3 أمتار.تم تزويد الحوض بالمياه،في الأصل،من قبل عشر نواعر للمبنى المجاور(دار الما)،تتصل به عن طريق قنوات مصنوعة من الطين،والتي كانت توجد أسفلها عشرات الطبقات للمياه الجوفية:ومن هنا جاءت تسمية صهريج السواني (حوض النواعر).
بني في عهد السلطان المولى إسماعيل (1672-1727م) على بعد خمسمائة متر من قصره، وذلك رغبة منه في احتواء أي خطر في حالة الحصار أو القحط.
وقد ذهب المؤرخون إلى أن وظيفة الصهريج نفعية في الأصل؛ إذ كان الهدف من هذه المعلمة المائية تزويد المدينة بالماء الصالح للشرب، بما فيها من بنايات ومرافق عامة ومساجد وحمامات ومنازل وبساتين.
وتعد معلمة صهريج السواني من بين أبرز المعالم التاريخية بمدينة مكناس، تشهد على عظمة الهندسة المعمارية خلال عهد السلطان المولى إسماعيل،  وتستقطب سنويا مئات الآلاف من الزوار المغاربة والأجانب، وقبلة يومية لساكنة مدينة مكناس.
وللحفاظ على الهوية الثقافية لمدينة  مكناس  ومآثرها التاريخية وتعزيز القيمة العالمية الاستثنائية لها، تُنفَّذ برامج إعادة هيكلة حضرية منتظمة. وفي هذا الصدد، يمكن الإشارة إلى الإجراءات التالية: إعداد مخطط معماري وخطة تطوير للمدينة، وتنفيذ دراسة لإعادة تأهيلها (إعادة هيكلة المحاور والطرق الرئيسية والشوارع والأزقة، ومعالجة وتجميل الواجهات الخارجية، وتعزيز البناء التقليدي والتشطيب). كما تشمل هذه السلسلة من الأنشطة ترميم الأسوار والبوابات الأثرية، وإعادة تأهيل المباني التراثية (الحصون والقصور ومخازن الحبوب والصوامع والحصون)، وترميم الساحات التاريخية، وإعادة تطوير المساحات الخضراء
وقد تم تأهيل وترميم هذه المعلمة التاريخية، في إطار برنامج تأهيل وتثمين المدينة العتيقة بمكناس، الذي شمل مجموعة من المآثر التاريخية، الأخرى كساحة الهديم، وباب منصور، والأسوار التاريخية،   وقد فتح للعموم بعد خمس سنوات من العمل الجاد والدؤوب.
1. ↑  "صهريج السواني  عن المجلس الإقليمي للسياحة مكناس". مؤرشف من الأصل في 2024-12-10.
2. ↑  "معلومات عن صهريج السواني على موقع idpc.ma". idpc.ma. مؤرشف من الأصل في 2020-11-05.
3. ↑  "صهريج السواني يُفتح رسميا في وجه زوار مكناس". مكناس بريس. اطلع عليه بتاريخ 25ـ05ـ2025. {{استشهاد ويب}}: تحقق من التاريخ في: |تاريخ-الوصول= و|تاريخ= (مساعدة)
4. ↑  "مدينة مكناس التاريخية". يونسكو. {{استشهاد ويب}}: تحقق من التاريخ في: |تاريخ= (مساعدة)
5. ↑  [ttps://2m.ma/ar/news/بعد-5-سنوات-من-التأهيل-الحياة-تعود-لصهريج-السواني-بمكناس-فيديو-20250209 "عد 5 سنوات من التأهيل.. الحياة تعود لصهريج السواني بمكناس - فيديو"]. 2m. اطلع عليه بتاريخ 25ـ05ـ2025. {{استشهاد ويب}}: تحقق من التاريخ في: |تاريخ-الوصول= (مساعدة)